# کیو چن
کیو چن (انگلیسی: Qiu Chen؛ زادهٔ ۱۱ ژوئن ۱۹۶۳) بازیکن بسکتبال اهل چین است.